# Station Cẩm Lý
Station Cẩm Lý is een spoorwegstation in Cẩm Lý, een xã in het district Lục Nam, een van de districten van de Vietnamese provincie Bắc Giang.
Het station ligt aan de Spoorlijn Hanoi - Hải Phòng.